# Liste des épisodes de Star Trek

Cette page présente la liste des épisodes de la série télévisée Star Trek.
Certains titres d'épisodes ont été modifiés au fil du temps par des erreurs de transmission d'informations au début des années 1990. On retrouve ces erreurs dans les différentes sorties VHS et DVD de la série en Europe. La liste ci-dessous contient les titres exacts préparés par la firme Sonolab lors du travail de doublage original, tels que figurant dans la première diffusion de la série en 1969 au Québec. Le titre original de l'épisode By any other name est bel et bien Tu n'es que poussière. Le titre original de Return to tomorrow est Retour sur soi-même. Les titres de ces deux épisodes ont visiblement été malencontreusement transposés par erreur. Le titre exact de l'épisode Plato's stepchildren est Les Descendants. Finalement, le titre français de l'épisode Turnabout intruder est L'Importun et non L'Important, ce titre n'ayant pas vraiment de sens. L'épisode pilote The Cage est finalement doublé en français en 2016 pour la chaîne Netflix. 
À la suite d'une erreur de typographie dans le magazine Génération Séries des épisodes de Star Trek furent notés comme ayant été diffusés en janvier, février et mars 1982. Il s'agissait en fait des mois de janvier, février et mars 1983.

## Première saison (1966-1967)
Épisode Pilote
| N° | Part. | Titre original | Titre français | Scénario         | Réalisation   | Première diffusion aux États-Unis | Première diffusion en France | Code    |
| -- | ----- | -------------- | -------------- | ---------------- | ------------- | --------------------------------- | ---------------------------- | ------- |
| 0  | 0     | The Cage       | La Cage        | Gene Roddenberry | Robert Butler | 27 novembre 1987                  | 19 septembre 2016            | 6149-01 |

Première saison
| N° | Part. | Titre original                  | Titre français                | Scénario                               | Réalisation        | Première diffusion aux États-Unis | Première diffusion en France | Code     |
| -- | ----- | ------------------------------- | ----------------------------- | -------------------------------------- | ------------------ | --------------------------------- | ---------------------------- | -------- |
| 1  | 1     | The Man Trap                    | Ils étaient des millions      | George Clayton Johnson                 | Marc Daniels       | 8 septembre 1966                  | 23 août 1986                 | 6149-06  |
| 2  | 2     | Charlie X                       | Charlie X                     | D.C. Fontana Gene Roddenberry          | Lawrence Dobkin    | 15 septembre 1966                 | 25 août 1986                 | 6149-08  |
| 3  | 3     | Where No Man Has Gone Before    | Où l'homme dépasse l'homme    | Samuel A. Peeples                      | James Goldstone    | 22 septembre 1966                 | 5 juillet 1986               | 6149-02b |
| 4  | 4     | The Naked Time                  | L'Équipage en folie           | John D. F. Black (en)                  | Marc Daniels       | 29 septembre 1966                 | 24 août 1986                 | 6149-07  |
| 5  | 5     | The Enemy Within                | L'Imposteur                   | Richard Matheson                       | Leo Penn           | 6 octobre 1966                    | 2 septembre 1986             | 6149-05  |
| 6  | 6     | Mudd's Women                    | Trois Femmes dans un vaisseau | Stephen Kandel Gene Roddenberry        | Harvey Hart        | 13 octobre 1966                   | 1er septembre 1986           | 6149-04  |
| 7  | 7     | What Are Little Girls Made of?  | La Planète des illusions      | Robert Bloch                           | James Goldstone    | 20 octobre 1966                   | 18 septembre 1986            | 6149-10  |
| 8  | 8     | Miri                            | Miri                          | Adrian Spies                           | Vincent McEveety   | 27 octobre 1966                   | 28 août 1986                 | 6149-12  |
| 9  | 9     | Dagger of the Mind              | Les Voleurs d'esprit          | S. Bar-David                           | Vincent McEveety   | 3 novembre 1966                   | 27 août 1986                 | 6149-11  |
| 10 | 10    | The Corbomite Maneuver          | Fausses Manœuvres             | Jerry Sohl                             | Joseph Sargent     | 10 novembre 1966                  | 23 juillet 1986              | 6149-03  |
| 11 | 11    | The Menagerie, Part 1           | La Ménagerie : 1re partie     | Gene Roddenberry                       | Marc Daniels       | 17 novembre 1966                  | 4 septembre 1986             | 6149-16  |
| 12 | 12    | The Menagerie, Part 2           | La Ménagerie : 2e partie      | Gene Roddenberry                       | Robert Butler      | 25 novembre 1966                  | 4 septembre 1986             | 6149-16  |
| 13 | 13    | The Conscience of the King      | La Conscience du roi          | Barry Trivers                          | Gerd Oswald        | 8 décembre 1966                   | 26 août 1986                 | 6149-13  |
| 14 | 14    | Balance of Terror               | Zone de terreur               | Paul Schneider                         | Vincent McEveety   | 15 décembre 1966                  | 6 juillet 1986               | 6149-09  |
| 15 | 15    | Shore Leave                     | Une partie de campagne        | Theodore Sturgeon                      | Robert Sparr       | 29 décembre 1966                  | 30 août 1986                 | 6149-17  |
| 16 | 16    | The Galileo Seven               | Galilée ne répond plus        | Oliver Crawford S. Bar-David           | Robert Gist        | 5 janvier 1967                    | 29 août 1986                 | 6149-14  |
| 17 | 17    | The Squire of Gothos            | Le Chevalier de Dalos         | Paul Schneider                         | Don McDougall      | 12 janvier 1967                   | 31 août 1986                 | 6149-18  |
| 18 | 18    | Arena                           | Arena                         | Fredric Brown Gene L. Coon             | Joseph Pevney      | 19 janvier 1967                   | 7 juillet 1986               | 6149-19  |
| 19 | 19    | Tomorrow Is Yesterday           | Demain sera hier              | D.C. Fontana                           | Michael O'Herlihy  | 26 janvier 1967                   | 30 janvier 1983              | 6149-21  |
| 20 | 20    | Court Martial                   | Cour martiale                 | Don M. Mankiewicz Steven W. Carabatsos | Marc Daniels       | 2 février 1967                    | 11 août 1986                 | 6149-15  |
| 21 | 21    | The Return of the Archons       | Le Retour des Archons         | Boris Sobelman Gene Roddenberry        | Joseph Pevney      | 9 février 1967                    | 7 septembre 1986             | 6149-22  |
| 22 | 22    | Space Seed                      | Les Derniers Tyrans           | Gene L. Coon Carey Wilber              | Marc Daniels       | 16 février 1967                   | 13 septembre 1986            | 6149-24  |
| 23 | 23    | A Taste of Armageddon           | Échec et Diplomatie           | Robert Hamner Gene L. Coon             | Joseph Pevney      | 23 février 1967                   | 20 juillet 1986              | 6149-23  |
| 24 | 24    | This Side of Paradise           | Un coin de paradis            | Nathan Butler D.C. Fontana             | Ralph Senensky     | 2 mars 1967                       | 10 septembre 1986            | 6149-25  |
| 25 | 25    | The Devil in the Dark           | Les Mines de Horta            | Gene L. Coon                           | Joseph Pevney      | 9 mars 1967                       | 16 septembre 1986            | 6149-26  |
| 26 | 26    | Errand of Mercy                 | Les Arbitres du cosmos        | Gene L. Coon                           | John Newland       | 23 mars 1967                      | 6 mars 1983                  | 6149-27  |
| 27 | 27    | The Alternative Factor          | Les Jumeaux de l'Apocalypse   | Don Ingalls                            | Gerd Oswald        | 30 mars 1967                      | 6 août 1986                  | 6149-20  |
| 28 | 28    | The City on the Edge of Forever | Contretemps                   | Harlan Ellison                         | Joseph Pevney      | 6 avril 1967                      | 13 février 1983              | 6149-28  |
| 29 | 29    | Operation -- Annihilate!        | La Lumière qui tue            | Steven W. Carabatsos                   | Herschel Daugherty | 13 avril 1967                     | 12 juillet 1986              | 6149-29  |

## Deuxième saison (1967-1968)
| N° | Part. | Titre original              | Titre français             | Scénario                            | Réalisation         | Première diffusion aux États-Unis | Première diffusion en France | Code   |
| -- | ----- | --------------------------- | -------------------------- | ----------------------------------- | ------------------- | --------------------------------- | ---------------------------- | ------ |
| 30 | 1     | Amok Time                   | Le Mal du pays             | Theodore Sturgeon                   | Joseph Pevney       | 15 septembre 1967                 | 31 juillet 1986              | 603-34 |
| 31 | 2     | Who Mourns for Adonais?     | Pauvre Apollon             | Gilbert A. Ralston Gene Roddenberry | Marc Daniels        | 22 septembre 1967                 | 10 juillet 1986              | 603-33 |
| 32 | 3     | The Changeling              | Le Korrigan                | John Meredyth Lucas                 | Marc Daniels        | 29 septembre 1967                 | 19 juillet 1986              | 603-37 |
| 33 | 4     | Mirror, Mirror              | Miroir                     | Jerome Bixby                        | Marc Daniels        | 6 octobre 1967                    | 26 juillet 1986              | 603-39 |
| 34 | 5     | The Apple                   | La Pomme                   | Max Ehrlich Gene L. Coon            | Joseph Pevney       | 13 octobre 1967                   | 25 juillet 1986              | 603-38 |
| 35 | 6     | The Doomsday Machine        | La Machine infernale       | Norman Spinrad                      | Marc Daniels        | 20 octobre 1967                   | 13 mars 1983                 | 603-35 |
| 36 | 7     | Catspaw                     | Dans les griffes du chat   | Robert Bloch                        | Joseph Pevney       | 27 octobre 1967                   | 2 janvier 1983               | 603-30 |
| 37 | 8     | I, Mudd                     | Mudd                       | Stephen Kandell David Gerrold       | Marc Daniels        | 3 novembre 1967                   | 15 septembre 1986            | 603-41 |
| 38 | 9     | Metamorphosis               | Guerre, amour et compagnon | Gene L. Coon                        | Ralph Senensky      | 10 novembre 1967                  | 8 juillet 1986               | 603-31 |
| 39 | 10    | Journey to Babel            | Un tour à Babel            | D.C. Fontana                        | Joseph Pevney       | 17 novembre 1967                  | 1er août 1986                | 603-44 |
| 40 | 11    | Friday's Child              | Un enfant doit mourir      | D.C. Fontana                        | Joseph Pevney       | 1er décembre 1967                 | 30 septembre 1986            | 603-32 |
| 41 | 12    | The Deadly Years            | Les Années noires          | David P. Darmon                     | Joseph Pevney       | 8 décembre 1967                   | 16 janvier 1983              | 603-40 |
| 42 | 13    | Obsession                   | Obsession                  | Art Wallace                         | Ralph Senensky      | 15 décembre 1967                  | 2 août 1986                  | 603-47 |
| 43 | 14    | Wolf in the Fold            | Un loup dans la bergerie   | Robert Bloch                        | Joseph Pevney       | 22 décembre 1967                  | 9 septembre 1986             | 603-36 |
| 44 | 15    | The Trouble With Tribbles   | Tribulations               | David Gerrold                       | Joseph Pevney       | 29 décembre 1967                  | 11 septembre 1986            | 603-42 |
| 45 | 16    | The Gamesters of Triskelion | Les Enchères de Triskelion | Margaret Armen                      | Gene Nelson         | 5 janvier 1968                    | 14 août 1986                 | 603-46 |
| 46 | 17    | A Piece of the Action       | Une partie des actions     | David P. Harmonl Gene L. Coon       | James Komack        | 12 janvier 1968                   | 29 juillet 1986              | 603-49 |
| 47 | 18    | The Immunity Syndrome       | Amibe                      | Robert Sabaroff                     | Joseph Pevney       | 19 janvier 1968                   | 23 janvier 1983              | 603-48 |
| 48 | 19    | A Private Little War        | Guerre et Magie            | Gene Roddenberry Jud Crucis         | Marc Daniels        | 2 février 1968                    | 27 juillet 1986              | 603-45 |
| 49 | 20    | Return to Tomorrow          | Retour sur soi-même        | John Kingsbridge                    | Ralph Senensky      | 9 février 1968                    | 24 juillet 1986              | 603-51 |
| 50 | 21    | Patterns of Force           | Fraternitaire              | John Meredyth Lucas                 | Vincent McEveety    | 16 février 1968                   | 20 septembre 1986            | 603-52 |
| 51 | 22    | By Any Other Name           | Tu n'es que poussière      | D.C. Fontana Jerome Bixby           | Marc Daniels        | 23 février 1968                   | 21 juillet 1986              | 603-50 |
| 52 | 23    | The Omega Glory             | Nous, le peuple            | Gene Roddenberry                    | Vincent McEveety    | 1er mars 1968                     | 8 août 1986                  | 603-54 |
| 53 | 24    | The Ultimate Computer       | Unité multitronique        | D.C. Fontana Lawrence N. Wolf       | John Meredyth Lucas | 8 mars 1968                       | 20 août 1986                 | 603-53 |
| 54 | 25    | Bread and Circuses          | Sur les chemins de Rome    | Gene L. Coon Gene Roddenberry       | Ralph Senensky      | 15 mars 1968                      | 3 août 1986                  | 603-43 |
| 55 | 26    | Assignment: Earth           | Mission : Terre            | Art Wallace Gene Roddenberry        | Marc Daniels        | 29 mars 1968                      | 9 janvier 1983               | 603-55 |

## Troisième saison (1968-1969)
| N° | Part. | Titre original                                     | Titre français          | Scénario                          | Réalisation                                   | Première diffusion aux États-Unis | Première diffusion en France | Code     |
| -- | ----- | -------------------------------------------------- | ----------------------- | --------------------------------- | --------------------------------------------- | --------------------------------- | ---------------------------- | -------- |
| 56 | 1     | Spock's Brain                                      | Le Cerveau de Spock     | Lee Cronin                        | Marc Daniels                                  | 20 septembre 1968                 | 17 juillet 1986              | 60043-61 |
| 57 | 2     | The Enterprise Incident                            | Le Traître              | D.C. Fontana                      | John Meredyth Lucas                           | 27 septembre 1968                 | 14 septembre 1986            | 60043-59 |
| 58 | 3     | The Paradise Syndrome                              | Illusion                | Margaret Armen                    | Jud Taylor                                    | 4 octobre 1968                    | 16 juillet 1986              | 60043-58 |
| 59 | 4     | And the Children Shall Lead                        | La Révolte des enfants  | Edward J. Lasko                   | Marvin Chomsky                                | 11 octobre 1968                   | 11 juillet 1986              | 60043-60 |
| 60 | 5     | Is There In Truth No Beauty?                       | Veritas                 | Jean Lisette Aroeste              | Ralph Senensky                                | 18 octobre 1968                   | 21 septembre 1986            | 60043-62 |
| 61 | 6     | Spectre of the Gun                                 | Au-delà du Far West     | Gene L. Coon                      | Vincent McEveety                              | 25 octobre 1968                   | 16 août 1986                 | 60043-56 |
| 62 | 7     | Day of the Dove                                    | La Colombe              | Jerome Bixby                      | Marvin Chomsky                                | 1er novembre 1968                 | 14 août 1986                 | 60043-66 |
| 63 | 8     | For the World Is Hollow and I Have Touched the Sky | Au bout de l'Infini     | Rick Vollaerts                    | Tony Leader                                   | 8 novembre 1968                   | 21 août 1986                 | 60043-65 |
| 64 | 9     | The Tholian Web                                    | Le Piège des Tholiens   | Judy Burns Chet Richards          | Herb Wallerstein Ralph Senensky (non crédité) | 15 novembre 1968                  | 26 décembre 1982             | 60043-64 |
| 65 | 10    | Plato's Stepchildren                               | Les Descendants         | Meyer Dolinsky                    | David Alexander                               | 22 novembre 1968                  | 13 juillet 1986              | 60043-67 |
| 66 | 11    | Wink of an Eye                                     | Clin d'œil              | Arthur Heinemann Lee Cronin       | Jud Taylor                                    | 29 novembre 1968                  | 6 février 1983               | 60043-68 |
| 67 | 12    | The Empath                                         | L'Impasse               | Joyce Muskat                      | John Erman                                    | 6 décembre 1968                   | 28 juillet 1986              | 60043-63 |
| 68 | 13    | Elaan of Troyius                                   | Hélène de Troie         | John Meredyth Lucas               | John Meredyth Lucas                           | 20 décembre 1968                  | 18 juillet 1986              | 60043-57 |
| 69 | 14    | Whom Gods Destroy                                  | La Colère des dieux     | Lee Erwin Jerry Sohl              | Herb Wallerstein                              | 3 janvier 1969                    | 20 février 1983              | 60043-71 |
| 70 | 15    | Let That Be Your Last Battlefield                  | Le Dilemme              | Oliver Crawford Gene L. Coon      | Jud Taylor                                    | 10 janvier 1969                   | 14 juillet 1986              | 60043-70 |
| 71 | 16    | The Mark of Gideon                                 | Le Signe de Gédéon      | George F. Slavin Stanley Adams    | Jud Taylor                                    | 17 janvier 1969                   | 27 février 1983              | 60043-72 |
| 72 | 17    | That Which Survives                                | Les Survivants          | John Meredyth Lucas D.C. Fontana  | Herb Wallerstein                              | 24 janvier 1969                   | 10 août 1986                 | 60043-69 |
| 73 | 18    | The Lights of Zetar                                | Les Lumières de Zetar   | Jeremy Tarcher Shari Lewis        | Herb Kenwith                                  | 31 janvier 1969                   | 20 mars 1983                 | 60043-73 |
| 74 | 19    | Requiem for Methuselah                             | Requiem pour Mathusalem | Jerome Bixby                      | Murray Golden                                 | 14 février 1969                   | 15 juillet 1986              | 60043-76 |
| 75 | 20    | The Way to Eden                                    | Le Chemin d'Eden        | Arthur Heinemann D.C. Fontana     | David Alexander                               | 21 février 1969                   | 13 août 1986                 | 60043-75 |
| 76 | 21    | The Cloud Minders                                  | Nuages                  | Margaret Armen                    | Jud Taylor                                    | 28 février 1969                   | 30 juillet 1986              | 60043-74 |
| 77 | 22    | The Savage Curtain                                 | La Frontière            | Gene Roddenberry Arthur Heinemann | Herschel Daugherty                            | 7 mars 1969                       | 12 août 1986                 | 60043-77 |
| 78 | 23    | All Our Yesterdays                                 | Le Passé                | Jean Lisette Aroeste              | Marvin Chomsky                                | 14 mars 1969                      | 7 août 1986                  | 60043-78 |
| 79 | 24    | Turnabout Intruder                                 | L'Importun              | Arthur H. Singer Gene Roddenberry | Herb Wallerstein                              | 3 juin 1969                       | 4 août 1986                  | 60043-79 |